# Pandinops friedrichi
Espèce
Pandinops friedrichi est une espèce de scorpions de la famille des Scorpionidae.

## Distribution
Cette espèce est endémique de Jubbada Hoose en Somalie. Elle se rencontre vers Kismaayo.

## Description
Le mâle holotype mesure 76,25 mm et le mâle paratype 61,53 mm.

## Étymologie
Cette espèce est nommée en l'honneur de Stefan Friedrich.

## Publication originale
- Kovařík, 2016 : « Scorpions of the Horn of Africa (Arachnida: Scorpiones). Part VIII. Pandinops Birula, 1913 (Scorpionidae), With Description of Two New Species. » Euscorpius, no 229, p. 1-20 (texte intégral).